# 苦龍

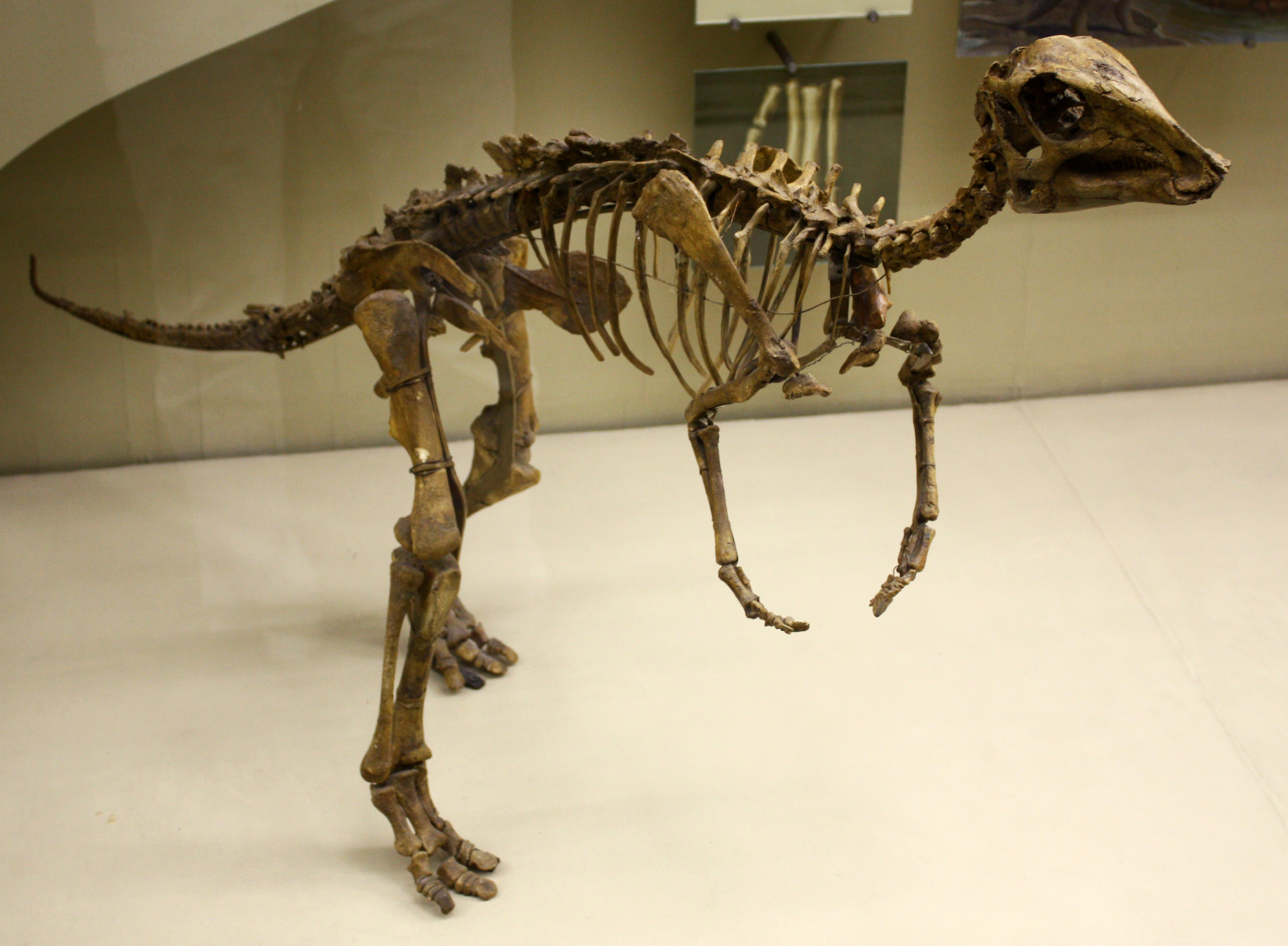
苦龍的骨架模型，目前被歸類於阿斯坦龍的未命名種A. sp.

苦龍（學名："Gadolosaurus"）是個蒙古上白堊紀的鳥腳下目恐龍，目前是個非正式名稱。雖然這個名稱是在1979年出現，但因沒有正式的描述，所以目前的狀態是無資格名稱。苦龍首先出現於一位日本古生物學家的書本中，用作為一幅幼年恐龍骨骼相片的標題。這個小型的幼年個體只有約1公尺長。這副身體骨骼是由蘇聯放在日本展覽的。表面上這個名稱是來自鴨嘴龍科的西里爾字母的日文翻譯，而非有意成立一個新的屬。
由於這是一個非正式的名稱，所以沒有吸引很多專業的研究。但是，苦龍這個名稱仍出現在很多的書本中。在1982年，唐諾·葛勒特（Donald F. Glut）指出苦龍是屬於禽龍類或鴨嘴龍科，坐骨沒有隆起（一種賴氏龍亞科的特徵），而認為牠們是譚氏龍或山東龍的幼年個體。在1983年，大衛·蘭伯特（David Lambert）將牠分類為禽龍類，但卻在1990年改為提出牠們是阿斯坦龍的異名。在2000年，大衛·諾曼（David B. Norman）及漢斯·戴爾特·蘇伊士（Hans-Dieter Sues）描述了可能是苦龍的同一動物，但沒有命名。這副體骨骸是在1970年代由蘇聯及蒙古的考察隊發現，被列為阿斯坦龍的一部份，但是仍正在進行研究，而近年更發現更多的相關骨頭。這些骨頭是在蒙古的Baishin Tsav發現，並臨時認為是屬於森諾曼階。    

## 外部連結
- Thescelosaurus!
- 恐龍百科全書 （页面存档备份，存于）
- 苦龍